# Paola Riccora
Paola Riccora, pseudonimo di Emilia Capriolo Vaglio (Napoli, 23 ottobre 1884 – Napoli, 20 febbraio 1976), è stata una commediografa italiana. Fu attiva dal 1916 fino agli anni Sessanta del XX secolo. Le sue commedie furono recitate, fra gli altri, da Carlo Pretolani, Dina Galli, i De Filippo, Ettore Petrolini, Paola Borboni, Nino Taranto, Macario.

## Biografia
In principio, si avvicinò al teatro attraverso la traduzione e l'adattamento di vaudeville francesi. Il suo primo lavoro fu una riduzione e rielaborazione dialettale di una pochade di Maurice Hennequin, risalente al 1916. Da allora iniziò a scrivere opere originali o ancora nel caso de La bottega dei Santi, proponendo la riduzione teatrale di un romanzo di Matilde Serao, "Storia di due anime" del 1904 edito su Nuova Antologia.
Oggi è ricordata soprattutto per la commedia Sarà stato Giovannino (ideato con il titolo Giovannino, nel 1933), creata appositamente per la compagnia teatrale di Eduardo, Peppino e Titina De Filippo, una delle famiglie più celebri e prolifiche del teatro italiano del Novecento con la loro Compagnia del Teatro Umoristico. Dalla commedia verrà liberamente tratto il film Sono stato io! del 1938, diretto dal regista Raffaello Matarazzo. Peppino ed Eduardo de Filippo interpretarono nuovamente i ruoli principali del nipote chiacchierone, buono a nulla, e del goffo zio Giovannino, considerato responsabile di ogni disgrazia che accadde in famiglia. Più tardi, lo stesso Matarazzo ricavò una nuova riduzione cinematografica dalla sua commedia Fine mese per il film Giorno di nozze (1942) con Armando Falconi, Anna Proclemer e Amelia Chellini.
La Nevicata d'aprile venne rappresentata per la prima volta al Teatro Niccolini di Firenze il 25 maggio 1920 dalla Compagnia di Arte Scenica Ugo Farulli e Nando Leonelly (o Leonelli) e ripresa al Teatro Quirino di Roma il 27 giugno 1922 dalla Compagnia di Dora Menichelli, Armando Migliari e Armando Falconi.
Scrisse su richiesta anche per Raffaele Viviani. Sposò l'avvocato Caro Capriolo, sostenitore del diritto d'autore e fondatore della SIAE a Napoli. Il figlio Gino Capriolo, che le premorì nel 1957, fu un anch'egli un drammaturgo.
Negli ultimi decenni il primato della notorietà spetta a Nu mese ‘o ffrisco, pubblicata nel 1928, divenuta una delle sue commedie più attuali e maggiormente rappresentate.

## Opere
- Nonna nonna!, commedia in un atto (da una novella di Carlo De Flaviis), rappresentata il 16 giugno 1919, Palermo, Compagnia di Ernesto Murolo
- Beati voi, commedia in tre atti, rappresentata il 24 settembre 1919, Roma, Comp. E. Murolo
- Viate a vvuie!, commedia in tre atti, scritta nel 1919 in napoletano
- Passa ammore!, commedia in due atti (dallo spagnolo), scritta nel 1919, in dial. napoletano
- È arrivato l'accordatore!, commedia in due atti (dal francese), scritta nel 1919, in dial. napoletano. Riduzione di Ettore Petrolini, musica di Dino Rulli, rappresentata dal 1921.
- C'è un posto per voi!, commedia in tre atti, scritta nel 1920 in dial. napoletano
- Nevicata d'aprile, commedia in tre atti (da una novella della Dordogne), rappresentata il 21 maggio 1920, Firenze, Compagnia di Ugo Farulli
- C'era una volta ..., commedia in un atto, rappresentata il 15 dicembre 1920, Napoli, Comp. Garibalda Niccoli (moglie di Andrea Niccoli)
- Giro, giro tondo, commedia in due atti, rappresentata il 20 luglio 1921, Napoli, Comp. R. Di Napoli
- Le bonne a tout faire, commedia in tre atti, rappresentata il 12 settembre 1922, Livorno,  Compagnia Comica Italiana di Aristide Baghetti e Marga Cella
- 'O vii, vii 'o patrone 'e casa, commedia in tre atti, scritta nel 1923 in dial. napoletano
- Se tu non m'ami, commedia in un atto, rappresentata il 7 marzo 1923, Napoli, Comp. A. Baghetti
- Nu mese 'o ffrisco, commedia rid. in tre atti, 1928
- Mater purissima, commedia in due atti (dalla novella "La morsa" di Roberto Bracco, pubblicata ne "La vita e la favola" del 1914), rappresentata il 25 marzo 1929, Napoli, Compagnia di Alfredo Sainati
- Se tu non m'ami..., commedia in un atto, 1930
- La bottega dei santi, commedia in tre atti (dal romanzo "Storia di due anime" di Matilde Serao), rappresentata il 1º marzo 1933, Milano, Comp. De Filippo
- Giovannino, commedia in tre atti, 1934
- Angelina mia!, commedia in tre atti, rappresentata il 24 febbraio 1934, Napoli, Comp. De Filippo
- Luntananza, commedia in due atti, da Alphonse Daudet, scritta nel 1935 in dial. napoletano.
- Fine mese, commedia in tre atti, 1938, Comp. Viviani
- Io e te, tre quadri in tre tempi, rappresentata il 17 dicembre 1937, Milano, Teatro Manzoni, Compagnia di Dina Galli
- Sera di pioggia, commedia in tre atti, rappresentata il 28 marzo 1938, Milano, Teatro Odeon, Comp. di Paola Borboni e Luigi Cimara
- Sarà stato Giovannino, commedia in tre atti, rappresentata il 4 febbraio 1933, Napoli, Comp. De Filippo
- Pronto ... 6 e 22 pronto ..., tre atti "comicissimi", 1954 (?)
- Invito a Napoli, presentazione di Vittorio Paliotti; disegni di Carlo Squillante, Napoli, Libreria Deperro, 1965
- Ama il prossimo tuo, commedia in tre atti e quattro quadri, 1969

## Cinema
- Sono stato io!, regia di Raffaello Matarazzo (1938)
- Giorno di nozze, regia di Raffaello Matarazzo (1942)
- È arrivato l'accordatore, regia di Duilio Coletti (1952)

## Prosa televisiva
- Se tu no m'ami, commedia in un atto, regia di Guglielmo Morandi, con Vira Silenti, Aroldo Tieri, Jone Morino, Antonio Battistella, Edoardo Toniolo, Annamaria Trombello, Enzo Cenciotti, Programma nazionale, trasmessa il 22 dicembre 1956.
- Sera di pioggia, commedia in tre atti, regia di Leonardo Cortese, con Anna Miserocchi, Saro Ridolfi, Michele Malaspina, Armando Francioli, trasmessa il 15 marzo 1963.
- Fine mese, commedia in tre atti, regia di Claudio Fino, con Nino Taranto, Michele Malaspina, Regina Bianchi, Wilma Morgante, Rosita Pisano, trasmessa il 7 giugno 1963.
- Angelina mia, commedia in tre atti, regia di Carlo Lodovici, con Gianni Musy, trasmessa il 17 ottobre 1967.

## Prosa radiofonica Rai
EIAR
- Fine mese, tre atti, con Amilcare Pettinelli, Lola Braccini, Rosetta Calavetta, trasmessa il 15 gennaio 1939.
- Angelina mia, tre atti, con Giovanni Cimara, Fernando Solieri, Silvio Bargio, G. Valpreda, Luigi Grossoli, U. Casalini, Alfonso Spano, E. Ricci, Nella Bonora, Giuseppina Falcini, Gabrielli Marini, Misa Mari (Misa Mordeglia Mari), Lina Franceschi (Lina Cimara Franceschi), Celeste Marchesini, Jolanda Marchettini, Bebe Tommei, per il Secondo programma, trasmessa il 4 aprile 1940.
- Angelina mia, tre atti, trasmessa il 29 ottobre 1942.
- Se tu no m'ami, un atto, con Nella Bonora, Celeste Almieri Calza, Ria Sabu, Nino Pavese, Fernando Solieri, Giacomo Almirante, V. Venturi, Programma B, trasmesso il 25 maggio 1943.